# Hans W. Sachs
Hans Wolfgang Sachs (* 31. März 1912 in Aussig, Österreich-Ungarn; † 11. September 2000) war ein deutscher Pathologe, Gerichtsmediziner und Hochschullehrer.

## Leben
Hans W. Sachs war der Sohn des Oberstudiendirektors Hans Sachs und dessen Ehefrau Olga. Nach dem Besuch des Realgymnasiums in Aussig absolvierte er ein Medizinstudium an der Karl-Ferdinands-Universität in Prag. Während seiner Studienzeit wurde er wegen Betätigung für den NS-Studentenbund am 3. März 1932 in Prag festgenommen. Er wurde 1936 in Prag zum Dr. med. promoviert. Danach war er als wissenschaftlicher Assistent am Pathologischen Institut der Karl-Ferdinands-Universität tätig und legte nach einer Weiterbildung 1937 am bakteriologisch-serologischen Untersuchungsamt die Prüfung zum Amtsarzt ab. In Prag wurde er 1943 mit einer Schrift über die autogenen Pigmente für das Fach „Allgemeine Pathologie und Pathologische Anatomie“ habilitiert.
Zum 20. Juni 1939 trat er der SS bei (SS-Nummer 337.622). Als Oberarzt der Luftwaffe wurde er zur Waffen-SS in Prag kommandiert und fungierte als Leitender Arzt der SS und Polizei in Böhmen und Mähren. Zum 20. April 1944 wurde er zum SS-Hauptsturmführer befördert. Beim Reichsarzt SS Ernst-Robert Grawitz wurde er Ende 1944 leitender Pathologe. Laut Grawitz soll er an so genannten N-Stoff-Versuchen mit Kampfgas beteiligt gewesen sein.
Nach Kriegsende war Sachs als Pathologe, Bakteriologe und Allgemeinmediziner tätig, bis er kurzzeitig die bakteriologisch-serologische Untersuchungsstelle in Bad Mergentheim leitete. Ab 1948 war er als wissenschaftlicher Assistent am Institut für Gerichtliche Medizin der Universität Münster unter Albert Ponsold tätig. Im Jahr darauf wurde er für gerichtliche Medizin habilitiert. In Münster wirkte er ab 1951 unter Ponsold als außerplanmäßiger Professor, ab 1955 zusätzlich als Oberarzt und schließlich ab 1967 als Wissenschaftlicher Rat sowie außerordentlicher Professor. Zum ordentlichen Professor berufen folgte er 1970 Ponsold auf den Lehrstuhl für Gerichtsmedizin nach und wurde zeitgleich Direktor des Gerichtsmedizinischen Instituts. Er wurde 1980 emeritiert. Seine Forschungsschwerpunkte lagen im Bereich Stoffwechsel- und Infektionskrankheiten. Er war Verfasser diverser wissenschaftlicher Abhandlungen.
Er war seit 1938 mit Hildegard, geborene Krippner, verheiratet. Das Paar bekam fünf Kinder.